# Pierre Lewden
Pierre Lewden (Francia, 21 de febrero de 1901-30 de abril de 1989) fue un atleta francés, especialista en la prueba de salto de altura en la que llegó a ser medallista de bronce olímpico en 1924.

## Carrera deportiva
En los JJ. OO. de París 1924 ganó la medalla de bronce en el salto de altura, con un salto por encima de 1.92 metros, tras los estadounidenses Harold Osborn que batió el récord olímpico con 1.98 metros, y Leroy Brown (plata).